# Herb powiatu myśliborskiego
Herb powiatu myśliborskiego – jeden z symboli powiatu myśliborskiego, autorstwa Marka Karolczaka, ustanowiony 25 kwietnia 2001.

## Wygląd i symbolika
Herb przedstawia na tarczy dwudzielnej w słup w polu prawym srebrnym czerwony krzyż templariuszy, a pod nim pięć niebieskich linii falistych, natomiast w polu lewym niebieskim srebrną rybę z płetwami i ogonem koloru czerwonego ułożona pionowo płetwą grzbietową zwróconą w lewo.
Srebrna ryba symbolizuje osady rybackie w tym rejonie. Jest także symbolem religijnym (pierwszy symbol chrześcijan) nawiązuje do przejścia w 1124 roku misji chrystianizacyjnej świętego Ottona z Bambergu przez tereny dzisiejszego powiatu. Niebieskie fale symbolizują Pojezierze Myśliborskie oraz rzekę Myślę. Liczba pięciu fal nawiązuje do pięciu gmin wchodzących w skład powiatu. Czerwony krzyż templariuszy symbolizuje pobyt tego zakonu na tutejszych ziemiach. W 1232 roku książę wielkopolski Władysław Odonic wydał dokument na mocy którego templariusze otrzymali wieś Chwarszczany i tysiąc łanów ziemi po obu brzegach rzeki Myśli. W 1234 książę pomorski Barnim I nadał templariuszom wieś Dargomyśl i 200 łanów ziemi na północ od Myśli, co oznaczało przejęcie grodu w Myśliborzu. W 1235 roku wszystkie te nadanie zatwierdził papież Innocenty IV.